# Нетека (притока Збруча)
Нете́ка (Гнила) — річка в Україні, в межах Тернопільського району Тернопільської області. Права притока Збруча (басейн Дністра). 

## Опис
Довжина 13 км. Річкова долина неширока і глибока, порізана балками; є заболочені ділянки. Річище слабозвивисте. Є кілька ставків. 

## Розташування
Нетека (Гнила) бере початок на північний захід від села Кошляки. Тече переважно на південний схід, місцями на південь. Впадає до Збруча на південний схід від села Воробіївка. 
Над річкою розташовані села: Кошляки, Голотки і Воробіївка.